# 필리베르토 2세 디 사보이아 공작

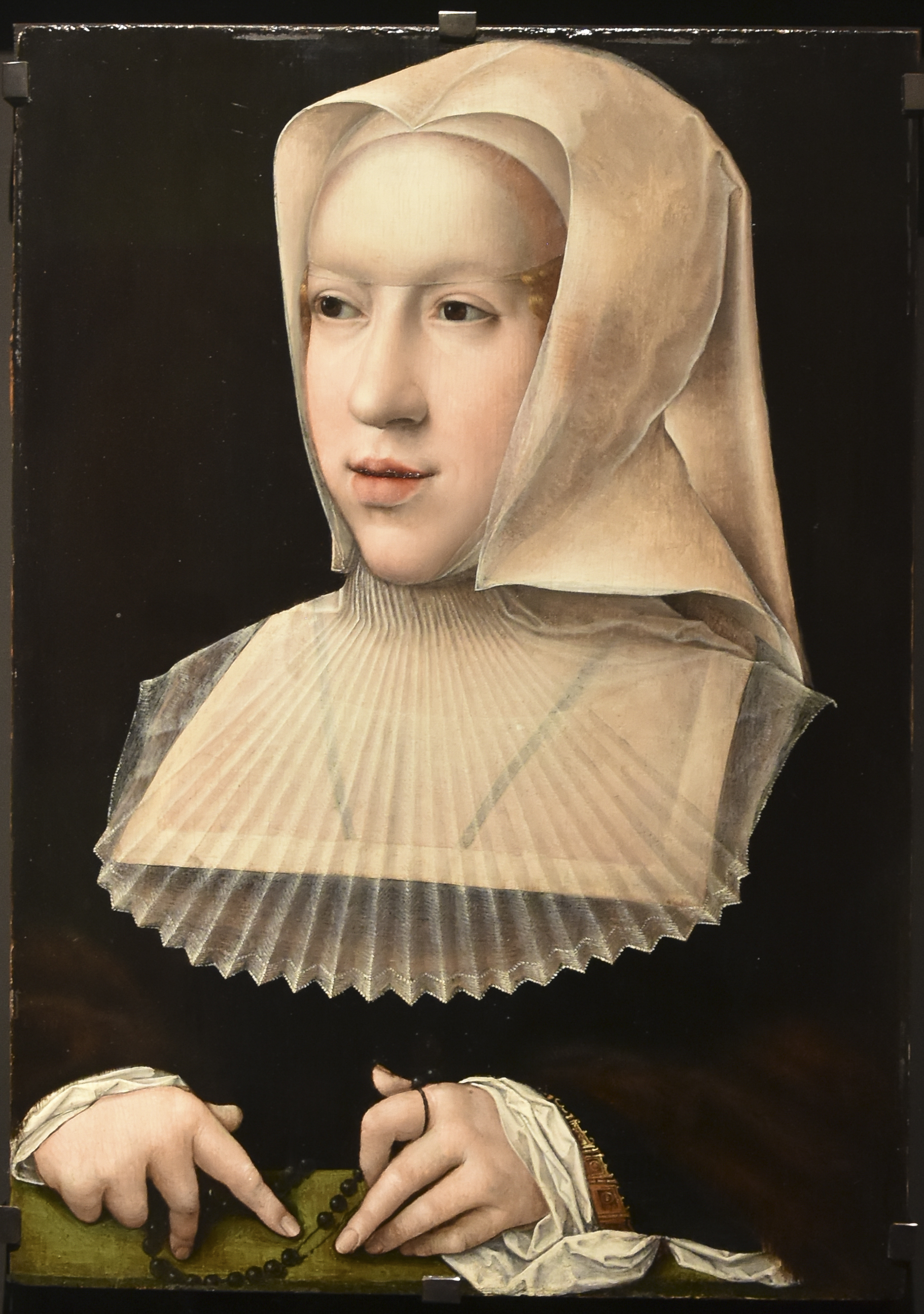
베르나르 반 오를레의 작품, 미망인 오스트리아의 마르게리타

필리베르토 2세 디 사보이아(이탈리아어: Filiberto II di Savoia, 1480년 4월 10일 - 1504년 9월 10일)는 미남공(il Bello)이라는 별칭을 지녔던 1497년부터 사후까지의 사보이아 공작이다.

## 생애
퐁뎅에서 태어난 필리베르토는 1496년까지 사보이아 가의 분가 출신이던 필리포 2세와 그의 첫째 부인 마르그리트 드 부르봉의 아들이다. 1496년에 필리베르토의 아버지는 조카아들인 카를로 2세가 사망하면서 사보이아 가의 남자 계승자가 되며 갑작스럽게 공작 자리를 계승했다.
같은 해 16세의 필리베르토는 그의 친척이자 사망한 카를로의 누이인 9세의 이올란다 디 사보이아와 혼인하였다. 그녀는 투사공 카를로 1세와 비안케 팔라이올로지나의 딸일 뿐만이 아니라 필리베르토의 숙부인 아메데오 9세의 손녀이기도 하다. 그녀는 동생, 아버지, 할아버지, 프랑스의 군주 샤를 7세의 살아있는 딸 중 가장 나이가 많은 욜랑드 드 프랑스의 법적 상속인이기도 했다. 남동생 사망 후, 그녀의 생득권은 예루살렘, 키프로스, 아르메니아 왕국의 계승권이였으나 필리베르토의 아버지가 이러한 작위들을 가져갔다.
짧은 통치 기간을 거친 후, 필리포 2세는 1497년에 사망했고 필리베르토가 공작 자리를 계승했다. 이 젊은 부부는 그들의 권리를 마지막으로 제시하여 키프로스, 예루살렘, 아르메니아의 왕과 왕비 작위를 얻었다.
1499년에 필리베르토의 12세의 부인이 자식을 두지 못하고 사망했다. 필리베르토는 그의 첫째 부인이 사망했음에도 키프로스의 왕 및 등등 작위를 계속 사용했다.
그의 다음 결혼 상대는 네덜란드, 알자스, 프랑슈콩테, 티롤, 오스트리아를 지배하던 합스부르크 가문과의 동맹 형성으로 이어졌다. 1500년에 그는 막시밀리안 1세와 그의 첫째 부인 부귀공 마리 사이에 태어난 유일한 딸 오스트리아의 마르게리타와 혼인했다. 그녀는 이전에 아라곤과 카스티야의 계승자이던 아스투리아스 공 후안과 결혼했었다.
필리베르토 통치 초기에 그의 사촌 샤를 7세가 1498년에 사망하였다. 다음 군주인 루이 12세는 다음 해에 이탈리아를 침공하여 나폴리 왕국의 대부분을 정복했다. 루이는 또한 사보이아의 동쪽에 위치한 밀라노 공국을 정복하면서 프랑스 영토 사이에 사보이아가 놓이게 되었다.
필리베르토는 24세의 나이에 1504년에 사망했다. 그는 자식이 없었기에 배다른 동생 카를로 3세가 계승했다.

## 가족
필리베르토는 다음과 같이 혼인을 했다:
1. 이올란다 디 사보이아 (1487–1499) - 사촌인 카를로 1세의 딸
2. 오스트리아의 마르게리타 - 네덜란드의 17주의 총독(1507–1515, 1519–1530)이자 막시밀리안 1세와 부귀공 마리의 딸. 이 결혼 사이에 자식은 없었다.

| 필리베르토 2세 디 사보이아 공작 사보이아 가문출생: 1480년 4월 10일 사망: 1504년 9월 10일 |                             |                 |
| 작위                                                                                     |                             |                 |
| 이전 필리포 2세                                                                          | 사보이아 공작 1497년–1504년 | 이후 카를로 3세 |